# Jerzy Sebastian Lubomirski

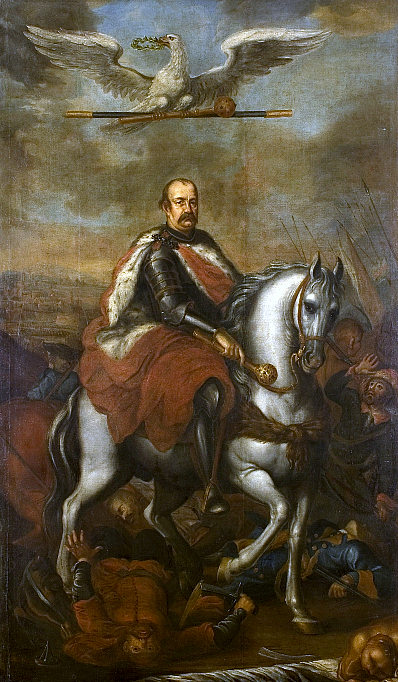
Alegoryczny portret konny Jerzego Sebastiana Lubomirskiego

Jerzy Sebastian Lubomirski hrabia na Wiśniczu i Jarosławiu herbu Szreniawa bez Krzyża (ur. 20 stycznia 1616 w Wiśniczu, zm. 31 stycznia 1667 we Wrocławiu) – hetman polny koronny od 1657 roku, marszałek wielki koronny od 1650 roku, marszałek nadworny koronny w 1650 roku, marszałek sejmu zwyczajnego w Warszawie w 1643 roku, wicemarszałek Trybunału Głównego Koronnego w 1641 i 1645 roku, starosta perejasławski w latach 1660–1667, kazimierski w latach 1656–1667, olsztyński w latach 1654–1667, przemyski w 1652 roku, starosta krakowski w latach 1646–1664, starosta chmielnicki w latach 1645–1665, sądecki w latach 1637–1646, grybowski w latach 1636–1646, lipnicki w latach 1622–1663, dobczycki w latach 1622–1649, starosta niżyński w 1652 roku, pułkownik wojska powiatowego województwa krakowskiego w 1648 i 1652 roku, rotmistrz wojska powiatowego województwa krakowskiego w 1648 roku.
Tłumacz, pisarz polityczny i mówca. Jako jeden z niewielu arystokratów nie złożył hołdu Karolowi Gustawowi. Postać wysoce kontrowersyjna, w 1665 roku wszczął rebelię przeciwko Janowi Kazimierzowi w obronie demokracji szlacheckiej jako przywódca rokoszu.

## Życiorys

### Edukacja i podróże
Pierwszym nauczycielem Jerzego Sebastiana był dominikanin Jan Charzewski, który udzielał mu lekcji na rodzinnym dworze. W 1626 roku wysłano go do Kolegium Nowodworskiego (św. Anny) przy Akademii Krakowskiej. W 1629 roku wyruszył z bratem Aleksandrem kształcić się za granicę. Pierwszym celem była uczelnia jezuitów w Ingolstadt. Od końca 1631 pobierali nauki na Uniwersytecie w Lowanium w Niderlandach Hiszpańskich. W roku 1633 przebywali na Uniwersytecie w Lejdzie. Później odwiedził Anglię i Francję, gdzie przyjął go na audiencji kardynał Richelieu. Następnie odwiedził Hiszpanię, gdzie z kolei był na audiencji na dworze królewskim. Na końcu odwiedził Włochy. W czasie tych podróży poznawał sztukę fortyfikacyjną, uczył się retoryki, gramatyki, matematyki, języków, a w kontaktach z zagranicznymi możnymi nabierał ogłady towarzyskiej. W 1636 wrócił do kraju.

### Pierwsze godności
Już w roku 1622 otrzymał od ojca starostwo dobczyckie i tenutę lipnicką, które miały zabezpieczyć go finansowo. W 1628 otrzymał tenutę tymbarską. W 1634 otrzymał starostwo spiskie, a ok. 1636 ojciec scedował na niego prawa do starostwa grodowego sądeckiego. W latach 1637–1639 ubiegał się o spadek po teściu Mikołaju Spytku Ligęzie. W 1642 nastąpił podział majątku jego ojca Stanisława. W 1649 udostępnił część majątku bratu Konstantemu, który utracił własne dobra z powodu powstania na Ukrainie. Brat zmarł w 1663, wtedy też Jerzy otrzymał z powrotem swoje dobra, dodatkowo podzielono odzyskane dobra jego zmarłego brata.

### Początek kariery politycznej
We wrześniu 1636 zapoczątkował swoją karierę polityczną, gdy został wybrany marszałkiem sejmiku deputackiego, który wybierał deputata z województwa do Trybunału Koronnego. W grudniu tego samego roku został wybrany posłem na sejm. Aktywnie występował na wielu kolejnych sejmach i sejmikach.
W latach 1640–1646 i 1648 był marszałkiem sejmiku proszowickiego. W latach 1637, 1639, 1643, 1646–1648 był posłem z województwa krakowskiego na sejmy Korony. W latach 1638, 1640 i 1642 powierzono mu zbieranie podatków na ziemi krakowskiej. Jako poseł na sejm 1639 roku, kiedy to jeżeli nie z inspiracji, to na pewno w interesie Jerzego Ossolińskiego przyczynił się do zerwania obrad sejmowych.
Wyznaczony komisarzem do rady wojennej w 1648 roku. 
Był elektorem Jana II Kazimierza Wazy z województwa krakowskiego w 1648 roku. Poseł na sejm koronacyjny 1649 roku z województwa krakowskiego.

### Obrońca szlachty
Na sejmach i sejmikach często wypowiadał się w duchu przyjaznym szlachcie. Kolejne zwycięstwa wojenne również przysparzały mu popularności. Jerzy Sebastian Lubomirski był bardzo popularny wśród szlachty. W swoich dobrach nadawał specjalne uprawnienia nie tylko wysoko urodzonym, ale również zwykłym poddanym. Był tolerancyjny, starał się demokratyzować życie społeczne i gospodarcze. W 1655, w chwili objęcia Janowa Lubelskiego, nadał uprawnienia sądowe i gospodarcze poddanym Żydom.
Lubomirski był również zdecydowanym przeciwnikiem wojny z Turcją, co dodatkowo przysparzało mu poparcia. Wybór na stanowiska sejmowe świadczy o dużej popularności młodego Lubomirskiego oraz poparciu, jakim darzyła go szlachta.

### Marszałek Lubomirski
Lubomirski szybko rozszerzał krąg swoich wpływów politycznych. Umożliwiały mu to osobiste cechy, takie jak odwaga, umiejętność prezentacji na forum publicznym, poparcie szlachty i dalekosiężne cele polityczne, jakie sobie stawiał. Działalność ułatwiały koligacje rodzinne ze Stanisławem Koniecpolskim, Albrychtem Stanisławem Radziwiłłem, Jerzym Ossolińskim i wsparcie członków własnego rodu. Podczas bezkrólewia popierał Jana Kazimierza, dzięki czemu szybko zaskarbił sobie uznanie nowego monarchy.
W roku 1638 otrzymał urzędy wojewody i starosty generalnego Krakowa. W 1643 został marszałkiem sejmu zwyczajnego i była to pierwsza ogólnopolska funkcja w jego karierze. Był członkiem konfederacji generalnej zawiązanej 31 lipca 1648 roku. Podpisał pacta conventa Jana II Kazimierza Wazy w 1648 roku. W 1649, po śmierci marszałka nadwornego Adama Kazanowskiego otrzymał urząd marszałka nadwornego koronnego, ale urzędu tego nie zdążył objąć, bo w 1650 został marszałkiem wielkim koronnym. Godność tę otrzymał za sukces w bitwie pod Zborowem z Kozakami. W tymże roku 1650 z okazji roku jubileuszowego odbył pielgrzymkę do Rzymu.

### Konflikt z królem
Na rok 1650 datuje się początek jego konfliktu z królem Janem Kazimierzem. Jerzy Lubomirski w 1650 roku zaatakował Hieronima Radziejowskiego za korupcję. Podobnie sprzeciwiał się królewskiemu i poselskiemu projektowi dewaluacji polskiej monety. Problemu dopełnił osobisty zatarg z Danielem Żytkiewiczem – instygatorem koronnym. Rok później Lubomirski, aby zażegnać powstały spór, zdecydował się na przeproszenie króla oraz zwrot kopalni soli „Kunegunda” w Sierczy. Po raz kolejny książę wykazał się oddaniem dla kraju, rezygnując z prywatnych ambicji obalenia króla, chociaż posiadał środki i możliwości wystarczające ku temu.
Inna teoria głosi, że konflikt wybuchł o rękę wdowy po A. Kazanowskim – zabiegał o nią Lubomirski, a otrzymał ją Hieronim Radziejowski, skąd późniejsza krytyka na forum publicznym. Następnie obraził się znowu na króla, bo nie otrzymał stanowiska kanclerza wielkiego koronnego po zmarłym Jerzym Ossolińskim, ani nawet starostwa po zmarłym.

### Negocjacje międzynarodowe
Lubomirski doskonale znał zwyczaje panujące na ościennych dworach. W arkana międzynarodowej polityki został wprowadzony podczas pierwszych podróży zagranicznych. Od 1643 roku negocjował z nuncjuszem papieskim w sprawie wojny przeciwko Turcji, której był przeciwnikiem. Wielokrotnie prowadził rozmowy z chanem tatarskim, których celem było odsunięcie od Polski niebezpieczeństwa wojny.
Uczestniczył w kampanii ukraińskiej w 1651 roku, podczas której zapisał się jako „żołnierz mężny i waleczny”. W roku 1653 był jednym z dowódców w bitwie pod Suczawą. W tym samym roku pod Żwańcem był jednym z negocjatorów ugody z chanem.
Następnie jako marszałek nadworny negocjował z posłami moskiewskimi. Lubomirski twardo bronił interesów Rzeczypospolitej, co doprowadziło do zatargu. Sytuacja na linii Kraków – Moskwa zaostrzyła się. Lubomirski wyszedł z rozmów zwycięsko, dał się poznać jako twardy negocjator, dzięki czemu opinia publiczna była ponownie po jego stronie.
Podczas powstania Chmielnickiego walczył dzielnie, chociaż w negocjacjach przyjmował bardziej powściągliwy ton. Nie dążył do totalnego zniszczenia Kozaków. Był realistą i zdawał sobie sprawę z faktu, że cykliczne powstania z czasem przyczynią się do osłabienia siły Rzeczypospolitej, jeżeli nie zostaną zastosowane rozwiązania kompleksowe.
W 1654 oraz w 1655 roku (jako ambasador) Lubomirski prowadził rokowania z dworem wiedeńskim na polecenie Jana Kazimierza, jednak nie przyniosły one pożądanego efektu. Gdy rozpoczął się potop szwedzki, Lubomirski znajdował się w swoich dobrach na Spiszu. Jako jeden z niewielu polskich arystokratów nie złożył przysięgi na wierność Karolowi X Gustawowi, królowi Szwecji, ale wytrwał jako poddany Jana Kazimierza. Udzielił schronienia królowi na zamku w Lubowli.
Odegrał kluczową rolę podczas wypierania najeźdźców z terenów Polski, jednocześnie od 1657 roku pełniąc rolę głównego negocjatora z obozem wroga. Jego zasługi i poparcie zostały ponownie nagrodzone. Książę został obrany hetmanem polnym podczas zjazdu senatorów na Jasnej Górze, nawet wbrew sugestii króla.
Lubomirski prowadził również prywatną politykę. Jego posłowie byli obecni na wszystkich sąsiednich dworach. Mieli nie tylko prowadzić rozmowy i pertraktacje, ale również pełnili funkcje wywiadowcze, dzięki czemu został ostrzeżony o planowanym zamachu na własne życie. Książę pozostał bardzo aktywny w polityce zagranicznej do końca swojego życia.

### Potop szwedzki, wojna polsko-rosyjska
Pierwszym dowódcą, pod którym Lubomirski przeszedł chrzest bojowy, był hetman Stanisław Koniecpolski. Za młodu, w 1648 roku po wybuchu Powstania Chmielnickiego wziął udział w przegranej bitwie pod Piławcami. Własnymi oddziałami dowodził podczas kampanii beresteckiej w 1648 roku. W 1649 roku odznaczył się podczas wyprawy zborowskiej.
Kolejnym przedsięwzięciem zbrojnym był udział w potopie szwedzkim.
Po początkowych klęskach Polaków, doceniony przez króla otrzymał od niego uniwersał, który czynił go wodzem tych jednostek, które nie poddały się wrogowi, miał prawo zaciągu wojska i obsadzania załogami miast. Prowadził tajną korespondencję ze Szwecją i Rakoczym. Po ucieczce króla na Śląsk, jako starosta Krakowa wyjął ze skarbca na Wawelu tajne archiwum państwowe i trzy korony: szwedzką, rosyjską i polską, a następnie ukrył je na zamek w Lubowli na terenie starostwa spiskiego. W 1656 wobec zdrady hetmanów polskich został regimentarzem wojska. W styczniu 1656 roku w swoim zamku w Łańcucie gościł króla Jana Kazimierza oraz wielu dygnitarzy Rzeczypospolitej. Efektem rozmów, prowadzonych w Łańcucie przez króla, było zawiązanie konfederacji łańcuckiej.
Starostwo Spiskie stanowiło jedyne miejsce, gdzie funkcjonowała polska, królewska administracja podczas zalewu wrogiej armii. Lubomirski nie poddawał się. Zgromadził prywatne wojsko. Dzięki jego zdolnościom organizacyjnym rozpoczął się również oddolny ruch szlachty, która zaczęła tworzyć zbrojne oddziały. Jerzy Sebastian Lubomirski na czele prywatnego wojska rozpoczął działania w marcu 1656 roku. Jego oddziały rozbiły garnizony Szwedów w widłach Wisły i Sanu, odbijały Sandomierz, odegrały kluczową rolę w bitwie pod Warką (7 kwietnia 1656), walczyły podczas oblężenia Warszawy. Król nadał mu i kanclerzowi Stefanowi Korycińskiemu całe miasto żydowskie na Kazimierzu.
Po wkroczeniu na tereny Rzeczypospolitej sprzymierzonego ze Szwedami księcia Siedmiogrodu Jerzego II Rakoczego początkowo zachowywał się biernie, przyjął postawę wyczekującą, lecz po rozpoczęciu oblężenia jego zamku w Łańcucie wystąpił zbrojnie przeciw Rakoczemu. W lipcu 1657 zmusił wojska Rakoczego do kapitulacji po bitwie pod Czarnym Ostrowem. Świadek i kronikarz wydarzeń, Jan Chryzostom Pasek tak opisał szczegóły kampanii:

Jako Kserkses ob caricas Atticas podniósł przeciwko Grecyi wojnę, tak i pan Rakocy podobnąż szczęśliwością we czterdziestu tysięcy Węgrów z Multanami, Kozaków zaciągnąwszy altero tanto, wybrał się na czosnek do Polski, aleć dano mu nie tylko czosnku, ale i dzięgielu z kminem. Bo jak on tylko wyszedł za granicę, zaraz Lubomirski Jerzy poszedł w jego ziemię, palił, ścinał, gdzie tylko zasiągł, wodę a ziemię zostawił. A potem od matki Rakocego wielki okup wziąwszy, wyszedł synowi perswadować, żeby nie wszystkiego czosnku zjadał, przynajmniej na rozmnożenie zostawił. Aa my też już z Czarnieckim posługiwali, jakeśmy umieli; i tak szczęśliwie najadł się czosnku, że wojsko wszystko zgubił, sam się w [masze] ręce dostał, potem uczyniwszy targ o swoję skórę, pozwolił miliony i uprosiwszy sobie zdrowie, jako Żyd kałauzowany do granice w bardzo małym poczcie, samikilk tylko, zostawił in oppigneratione umówionego ukupu wielgmożnych grafów Katanów, którzy zrazu wino pili, na srebrze jadali w Łańcucie; jak było nie widać okupu, pijali wodę, potem drwa do kuchni rąbali i nosili, i w tej nędzy żywot skończyli.

Chociaż liczby są przesadzone, kampania została przeprowadzona szybko i wzorowo. Przysporzyła chwały przede wszystkim prywatnej armii księcia Lubomirskiego, który potrafił szybko przegrupowywać własne jednostki.
W 1657 roku, w uznaniu jego dokonań wojskowych, powierzono mu stanowisko hetmana polnego koronnego. W 1658 zdobył Toruń i Grudziądz. Zimę 1659 roku spędził ze swą chorągwią w Sławkowie.
Podczas wypierania sił szwedzkich z terenów Polski wojska Lubomirskiego odegrały kluczową rolę. Oddziały Stefana Czarnieckiego do 1657 roku pełniły tylko funkcję pomocniczą.
W 1660 roku był jednym z uczestników negocjacji ze Szwedami, które zakończyły się podpisaniem Pokoju w Oliwie.
Król, widząc talenty Jerzego Sebastiana, oddał mu dowództwo kampanii przeciw wojskom rosyjskim i kozackim na Ukrainie. Po raz kolejny doszło do sprzymierzenia sił Kozaków i Rosjan przeciwko osłabionej szwedzkim najazdem Rzeczypospolitej. Lubomirski objął dowództwo nad armią prywatną i królewską i rozpoczął błyskawiczną kampanię, która trwała kilka tygodni. Jej zwieńczeniem było wspaniałe zwycięstwo polskich wojsk w bitwie pod Cudnowem 2 listopada 1660 roku. W ocenie historyka wojskowości Kłaczewskiego, była to jedna z najsprawniej przeprowadzonych akcji militarnych w siedemnastowiecznej Europie.

### Planowany zamach
W 1663 roku polska królowa, Maria Ludwika, zaplanowała schwytanie księcia, uwięzienie go, zorganizowanie umówionego procesu i skazanie Lubomirskiego na ścięcie. Plany nie powiodły się, ponieważ hetman został uprzedzony o planach królowej.

### Zatarg z królem
W styczniu 1652 w Warszawie podczas zbrojnego zatargu Hieronima Radziejowskiego z Jerzym Bogusławem Słuszką, mającego miejsce pod bokiem króla (co stanowiło sprawę „gardłową”), Lubomirski zaniedbał swe obowiązki marszałkowskie do których należało ochranianie rezydencji królewskiej i niedopuszczanie do zajść.
Na pierwszym z Sejmów odbytych w 1654 razem z Januszem Radziwiłłem, Janem Leszczyńskim i Krzysztofem Opalińskim zawiązał koalicję, mającą charakter antykrólewskiego spisku.
Inna teoria głosiła, że wzrastające wpływy Lubomirskiego przysparzały mu wielu wrogów. W 1663 znowu ujawnił się spór magnata z królem. Lubomirski był przeciwny planom wzmocnienia władzy królewskiej i elekcji vivente rege, ciągle miał też w pamięci stare zatargi z królem. Hetman poparł też i utrzymywał kontakty z wojskową konfederacją „Święconą”. W 1664 roku senatorowie z wpływowych rodzin postanowili zorganizować pokazowy proces Lubomirskiemu. Chociaż szlachta na sejmikach sprzeciwiała się przyjęcia pozwu, Senat zdecydował o zwołaniu sądu nad Lubomirskim. Sąd był stronniczy, nie brał pod uwagę racji oskarżenia, jego jasno określonym zadaniem było skazanie księcia – hetmana. Lubomirski był oficjalnie oskarżony o planowanie obalenia króla, ale odmówiono mu wydania dokumentów procesowych. Większość senatorów przegłosowała skazanie arystokraty na „utratę czci, życia i wszystkich dóbr”. Nie pomogły nawet próby zerwania sejmu, podczas którego odbywał się sąd. Wyrok wydano 29 grudnia 1664: za podburzanie szlachty przeciw królowi, próbę przejęcia władzy, zdradę stanu, przekupstwa został skazany na karę śmierci, konfiskatę dóbr i utratę czci. Szlachta oskarżała go także o złamanie równości szlacheckiej, bo od 1653 tytułował się księciem Rzeszy.
Lubomirski zdecydował się na wyjazd z kraju. Na terenie Polski jego agenci i stronnicy ciągle podburzali szlachtę i zabiegali o poparcie dla niego. Na wygnaniu ciągle podburzał szlachtę inspirując zerwanie sejmu w 1665 oraz pozyskiwał popleczników. Lubomirski schroniwszy się na cesarskim Śląsku nawiązał porozumienie z cesarzem, Wielkim Elektorem oraz Szwecją i wydał manifest, w którym wystąpił jako obrońca wolności szlacheckich przed absolutyzmem dworu, tym samym zawiązano rokosz, który przeszedł do historii jako Rokosz Lubomirskiego.

### Rokosz Lubomirskiego
29 V 1665 zawiązała się na Ukrainie konfederacja pod marszałkiem Ostrzyckim. Z częścią tych konfederatów połączył się Lubomirski pod Lwowem, po wkroczeniu do kraju ze swoimi oddziałami. Więcej wojska posiadał Jan Kazimierz, za to wojsko hetmana składało się prawie wyłącznie z jazdy i dragonii. We wrześniu, w bitwie pod Częstochową wygrali rokoszanie. 9 listopada 1665 następuje chwilowe porozumienie (ugoda polczyńska) między królem a Lubomirskim, który wyjeżdża na Śląsk. W 1666 zebrał się sejm, mający wyjaśnić i zakończyć sprawę niepokornego hetmana, ale nie doszło do porozumienia stronnictw i sejm został zerwany przez stronnictwo Lubomirskiego. Hetman wrócił do kraju i 12 i 13 lipca stoczono wygraną przez rokoszan bitwę pod Mątwami. Wojska króla w sile ok. 20 tysięcy i 30 dział zostały pokonane przez ok. 16 tysięcy rokoszan, którzy ponieśli minimalne straty – ok. 200 osób (wojska króla straciły prawie 4 tys. żołnierzy). 

Po przegranej przez Jana Kazimierza bitwie rokoszanie Lubomirskiego na oczach bezradnie patrzących z drugiego brzegu Noteci towarzyszy wymordowali dragonów, którzy poddali się zwycięzcom. A przecież poddawali się oni nie jakimś dzikusom, lecz towarzyszom, z którymi podczas sejmików niejeden garniec miodu wypili i niejedną noc na dysputach spędzili. W bitwie tej wymordowano kwiat polskiego rycerstwa, zahartowanych w bojach wiśniowiecczyków, wiarusów Czarnieckiego, żołnierzy zahartowanych w bitwach w Polsce, w Danii i na Ukrainie. W sumie trzy tysiące osiemset siedemdziesięciu trzech mężów, z czego w samej walce życie straciło tylko około trzystu. W liście do Marysieńki Sobieski napisał po bitwie „Nie tylko tatarowie, kozacy nigdy takiego nie czynili tyraństwa, ale we wszystkich historiach o takim od najgrubszych narodów nikt nie czytał okrucieństwie. Jednego nie najdują ciała, żeby czterdziestu nie miał mieć w sobie razów, bo i po śmierci się nad ciałami pastwili...

Po bitwie dochodzi 31 VII 1666 do porozumienia między stronami, zawarto tzw. ugodę łęgonicką, po której król zrezygnował z planów wprowadzenia elekcji vivente rege. Jerzy Sebastian Lubomirski przywrócony do czci, lecz nie do urzędów, miał przeprosić władcę i udać się na wygnanie, gdzie zmarł. Został zrehabilitowany w 1669 na sejmie elekcyjnym Michała Korybuta Wiśniowieckiego.
Lubomirski był również pisarzem. Przełożył Guariniego Wiernego pasterza (1695, II. wyd. 1722), napisał też pismo polityczne Jawnej niewinności manifest (1666). Jest bohaterem poematu Wespazjana Kochowskiego Kamień świadectwa oraz dramatów K. Szajnochy, A.E. Odyńca i J. Szujskiego. Dzieje jego rokoszu przedstawił Tadeusz Korzon w Doli i niedoli Jana Sobieskiego (1898).

## Ochrona Żydów i mieszczan
Jerzy Sebastian Lubomirski był osobą tolerancyjną, w stosunku do pojęć epoki, w której przyszło mu żyć i działać. Przykładem jest objęcie w posiadanie Janowca w 1654 roku. Już 16 lipca 1655 roku książę potwierdził prawa mieszczan i kleru katolickiego, wydając stosowny przywilej datowany. Jednocześnie rozszerzył prawa Żydów, zezwalając im na zakup i budowę domów pod warunkiem płacenia podatków. Nadał im również uprawnienia sądowe.
Był to krok niespotykany ówcześnie. Przyczynił się do liberalizacji i demokratyzacji stosunków społecznych i gospodarczych w dobrach księcia. Stanowił wzór do naśladowania, co potwierdził szybki rozwój miasta, pomimo spalenia zamku w okresie potopu szwedzkiego. Obronna rezydencja wznosząca się monumentalnie na wysokim i stromym brzegu Wisły już w połowie 1672 roku była świadkiem wizyty Michała Korybuta Wiśniowieckiego zbierającego wojsko do obrony przed Turkami.

## Rezydencje i dobra prywatne

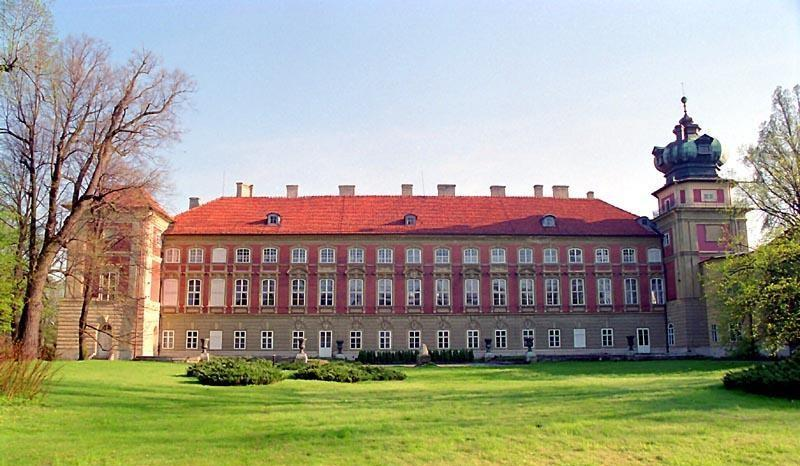
Zamek w Łańcucie

Centrum dóbr księcia Jerzego Sebastiana Lubomirskiego był Łańcut odkupiony od Stadnickich i ufortyfikowany przez ojca Jerzego. Dobra obejmowały „miasto Łańcut, starą fortecę z czasów Pileckich, wsie Głuchów, Soninę, Krzemienicę, Czarną, Kołki, Żołynię, Dąbrówkę Rudną i Wolę Świętosławską”. Dobra łańcuckie i przeworskie książę otrzymał od ojca podczas podziału dóbr rodowych w 1642 roku.
Starostwo Spiskie było zastawem królewskim, w którym funkcje zarządzające sprawowali starostowie, fakt pozostawania powyższego polskiego centrum administracyjnego w granicach Królestwa Węgier oraz przylegania terytorialnie do granic Królestwa Polskiego pozwalał na wygodne i bezpieczne sterowanie oporem w stosunku do najeźdźcy szwedzkiego. Zamek w Lubowli, z pozostałymi obszarami starostwa pozostał jedynym miejscem, w którym funkcjonowała polska władza, administracja królewska podczas potopu szwedzkiego.
Po ślubie z Konstancją Ligęzianką otrzymał Rzeszów, jako jej wiano, na który składał się 1 zamek, 3 miasta, 34 wsie, 21,5 folwarku. Druga żona wniosła mu w posagu Janowiec nad Wisłą.
Pomimo zajmowania się na co dzień dyplomacją oraz dowodzeniem armią, Lubomirski dbał o własne dobra. Stanowiły one zaplecze finansowe do prowadzonej przez niego polityki. Dostarczały również rekrutów do prywatnej, dużej armii na skalę europejską. Majątki zarządzane były przez wyznaczone osoby. Wzorem zarządzania był dwór królewski, z którego czerpano przykłady.
Książę dbał o wygląd i rozbudowę prywatnych rezydencji. Sprowadził do Polski Tylmana z Gameren, który początkowo pełnił rolę inżyniera wojskowego. Z biegiem czasu stał się nadwornym architektem księcia, który przygotował plany rozbudowy zamku w Rzeszowie i zamku w Janowcu.

## Rodzina
Syn Stanisława Lubomirskiego i Zofii z Ostrogskich. Miał dwóch braci: starszego Aleksandra i młodszego Konstantego, miał też dwie siostry.
W 1638 wziął ślub z 22-letnią córką wojewody sandomierskiego Konstancją Ligęzianką. Po jej śmierci ożenił się w 1654 roku z Barbarą Tarłówną (zm. 1689) – córką Jana Karola Tarły, kasztelana wiślickiego, wdową po Janie Aleksandrze Daniłowiczu herbu Sas (zm. 1654), staroście olsztyńskim.

## Wykaz pełnionych godności i sprawowanych poselstw
- starostwa
  - od 1628 – starostwo dobczyckie
  - od 1636–1646 – starostwo sądeckie
  - od 1636 – starostwo grybowskie
  - od 1640–1660 – starostwo spiskie
  - Od 1645 – starostwo chmielnickie
  - co najmniej od 1646 – starostwo krakowskie
  - Od 1651 – starostwo niżyńskie
  - Od 1654 – starostwo olsztyńskie
- sejmy
  - 1643 – marszałek sejmu zwyczajnego
  - 1640–1646, 1648 – marszałek sejmiku proszowickiego
  - 1637[29], 1639, 1643, 1646, 1647, 1650, 1652- poseł na sejm zwyczajny z województwa krakowskiego
  - 1648 – poseł na sejm konwokacyjny z województwa krakowskiego
  - co najmniej od 1646 – generał krakowski
  - 1638, 1640, 1642 – szafarz podatków w województwie krakowskim
- urzędy centralne
  - od 1650 marszałek nadworny
  - od 1657 – hetman polny

## Twórczość

### Ważniejsze utwory
- Mowa witając Króla Jmci, 1643, wyd. J. Daneykowicz Ostrowski Swada polska i łacińska, t. 1, cz. 1, Lublin 1745, s. 21
- Oratio ad Joan. Casimirum, ut dilata reliquorum consiliorum executione, coeptam Soczavae obsidionem strenue prosequatur, 1653, wyd. J.C. Lünig Orationes procerum Europae, t. 2, Lipsk 1713
- Jerzy Lubomirski... oddawa pieczęć wielką po książęciu Radziwille, kanclerzu litewskim, powst. 1656, wyd. J. S. Pisarski Mowca polski, t. 2, Kalisz 1676; także wyd. następne: Kalisz 1684 (2 edycje), Kalisz 1689
- Oratio ad Joannem Casimirum residua militis Polonici stipendia efflagitans, 1660, wyd. J.C. Lünig Orationes procerum Europae, t. 2, Lipsk 1713
- Mowa „do króla Jego Mości względem opatrzenia zamku krakowskiego”, wyd. J. S. Pisarski Mowca polski, t. 2, Kalisz 1676; także wyd. następne: Kalisz 1684 (2 edycje), Kalisz 1689
- Mowa „do związku”, wyd. J. S. Pisarski Mowca polski, t. 2, Kalisz 1676; także wyd. następne: Kalisz 1684 (2 edycje), Kalisz 1689
- Jawnej niewinności manifest, Bogu, światu, ojczyźnie... podany z przydaniem Perspektiwy na Proces, Responsu na Informacią, Diskursu Ziemianina i innych rzeczy... Roku Pańskiego 1666. Perspectiva na objaśnienie niewinności... P. Lubomirskiego... przez Ziemianina polskiego, 1666; wyd. nast. przypuszczalne: 1748; także w języku łacińskim (bez: „Perspectiva na objaśnienie niewinności...”) pt. Publicae innocentiae Manifestum Deo, mundo, patriae..., 1666 (według Estreichera tłum. prawdopodobnie W. Kochowski); wyd. następne (pod nazwiskiem W. Kochowskiego) w dziele: Diarium Europaeum continuatum. Continuatio XII Appendix III, Frankfurt nad Menem 1666

### Przekłady
- B.J. Guarini Pastor fido albo konterfekt wierny miłości... przez jednego Senatora Wielkiego, Toruń 1695 (według Estreichera); wyd. następne: Toruń 1722 (według Estreichera); były prawdopodobnie inne wydania (wyd. 2 bez podania ps. autora, zawiera ponadto anonimowy przekł. z języka franc. powieści de Préchac pt. Kawaler polski...); autorstwo przekładu Pasterza wiernego przypisywano mylnie synowi Jerzego, S. H. Lubomirskiemu, według J.A. Załuskiego oraz Jerzemu Ossolińskiemu, według A. Jabłonowskiego i M. Wiszniewskiego

### Listy i materiały
- Do S. Korycińskiego, kanclerza wielkiego koronnego, z ok. 1633, wyd. w: J. Michałowski Księga pamiętnicza, Kraków 1864
- Listy do Karola Gustawa, rękopisy w Riksarkivet w Sztokholmie; wiad. podaje A. Mączak „Wyniki poszukiwań źródłowych dotyczących wojny polsko-szwedzkiej 1655-1660, dokonanych w Szwecji w 1955”, Przegląd Historyczny 1956, zeszyt 1, s. 133
- Abschrift eines Schreibens, so Ihr Exellentz... an den Durchleuchtigen Fürsten in Siebenbürger-Land, et aussm Läger vor Crackaw, den 27 Januarii 1657 abgehen lassen; także w jęz. łacińskim pt. Copia literarum... ad... Georgium Rakocium... de dato ex castris ad Cracoviam, die 27 Januarii 1657; tekst niem. i łac. wydane razem (brak miejsc i lat wydania)
- Literae ad Gubernatorem... Paulum Wurtz, Gener. Major. datae; una cum responso praedicti Domini Gubernatoris (z 10 i 11 Febr. 1657); także w jęz. szwedzkim pt. Extract Uthur... til then Swenske Her... Wurtz Commendanten uthi Crackow... Daterat i thet Pohlnikse Lägret för Crakow then 10 Februarii (Sztokholm) 1657, drukarnia Keyser
- Do prowincjała jezuitów polskich, dat. 1633 (przeciw Adrianowi Pikarskiemu), ogł. z rękopisu Ossolineum, B. Kalicki „Ksiądz A. Pikarski i jego dziennik wyprawy przeciw Rakoczemu 1657 r.”, Biblioteka Ossolineum 1864, t. 4, s. 217
- List na sejmik (w celu skaptowania sobie szlachty), Dąbrowa, 10 października 1664; list do króla, Janowiec, 6 grudnia 1664; kopie w rękopisie, Biblioteka Czartoryskich nr 158, s. 463, 497-498
- Do cesarza Leopolda I, dat. z Nysy 24 grudnia 1664; z Wrocławia: 20 i 27 marca, 3 kwietnia 1665; do ks. Porcji, dat. z Wrocławia 2 stycznia 1665; do elektora brandenburskiego Fryderyka Wilhelma, dat. po 28 kwietnia 1665; rękopisy w Archiwum Państwowym w Wiedniu, Polonica 1664, Urkunden u. Aktenstücke z. Gesch. Fredrich Wilhelm, XII, 244
- Do elektora brandenburskiego Fryderyka Wilhelma, dat. z Wrocławia: 10 stycznia i 7 lutego 1665; do S. Niemierzyca (Niemirycza, przedstawiciela Lubomirskiego na dworze elektora brandenburskiego), dat. z Wrocławia 23 lutego 1665, rękopisy w Archiwum Państwowym w Berlinie, Rep. 9. 16a.
- Do A. Fredry, kasztelana lwowskiego, dat. 1665, wyd. J. Daneykowicz Ostrowski Swada polska i łacińska, t. 1, cz. 4, Lublin 1745, s. 70
- Listy z roku 1666, wyd. C. Lünig Literae procerum Europae, t. 2, Lipsk 1712, s. 314
- 8 listów Stanisława Lubomirskiego do synów: Aleksandra i Jerzego kształcących się za granicą, z lat 1632–1635, ogł. Ł. Kurdybacha „Wychowanie Aleksandra i Jerzego Lubomirskich w XVII w.”, Minerwa Polska 1929, nr 1/4; rękopisy tych listów oraz jednego nieogłoszonego w Bibliotece Wilanowskiej; odpisy S. Przyłęckiego w rękopisie Ossolineum nr 1856/I, s. 37-57
- Od S. Czarnieckiego, dat. z Niemirowa 20 czerwca 1652; od chana Islam Giereja, dat. spod Usiatyna 2 grudnia 1653; od H. Radziejowskiego, dat. 20 lipca 1655, wyd. w: J. Michałowski Księga pamiętnicza, Kraków 1864
- Od Samuela Czaplickiego, J. N. C. Grotusa, Jana Hruszy, Władysława Łosia, Aleksandra L. Niezabitowskiego, Jana Magnusa von Osthap, Aleksandra Polanowskiego, Szczęsnego Potockiego, Andrzeja Trzebickiego i anonima z lat 1663–1666 (jeden list mylnie dat. 1668), ogł. W. S. de Broel-Plater Zbiór pamiętników do dziejów polskich, t. 4, Warszawa 1859
- Od chana Machmet Giereja, dat. z Bakczysaraju 28 marca 1664, w Polach 22 czerwca 1665; od Pawła Tetery, dat. z Czehrynia 9 marca 1663, z Białej Cerkwi 13 czerwca 1664; ogł. S. Nowoszycki „Pominiki historyczne z wieku XVII”, Athenaeum 1841, t. 3
- List do szlachty na sejmik w Opatowie, dat. z Wrocławia 5 lutego 1665, tekst w: Jakub Łoś Pamiętniki..., wyd. Ż. Pauli, Kraków 1858, przedr. B. Baranowski, J. Bartyś, J. Michalski „Historia Polski 1648-1764. Wybór tekstów”, Warszawa 1956, Materiały Źródłowe do Historii Polski Epoki Feudalnej nr 5
- Uniwersał... do chłopów wydany, powst. prawdopodobnie w czerwcu 1665, z rękopisu Archiwum Państwowego w Krakowie, ogł. S. Szczotka „Zabiegi o pozyskanie chłopów w okresie rokoszu Lubomirskiego”, Przegląd Historyczny 1952, zeszyt 2, s. 328-329, przedr. B. Baranowski, J. Bartyś, J. Michalski „Historia Polski 1648-1764. Wybór tekstów”, Warszawa 1956, Materiały Źródłowe do Historii Polski Epoki Feudalnej nr 5
- „Materiały do dziejów działalności politycznej (sejmikowej) – zob. Akta sejmikowe województwa krakowskiego, t. 2 (1621–1660), wyd. A. Przyboś, Kraków 1953
- Inne listy i materiały w rękopisach: Biblioteka Czartoryskich, Biblioteka Jagiellońska, Ossolineum, PAN w Krakowie, Archiwum Państwowego w Berlinie, Archiwum Państwowego w Wiedniu